# ダクシャ
ダクシャ

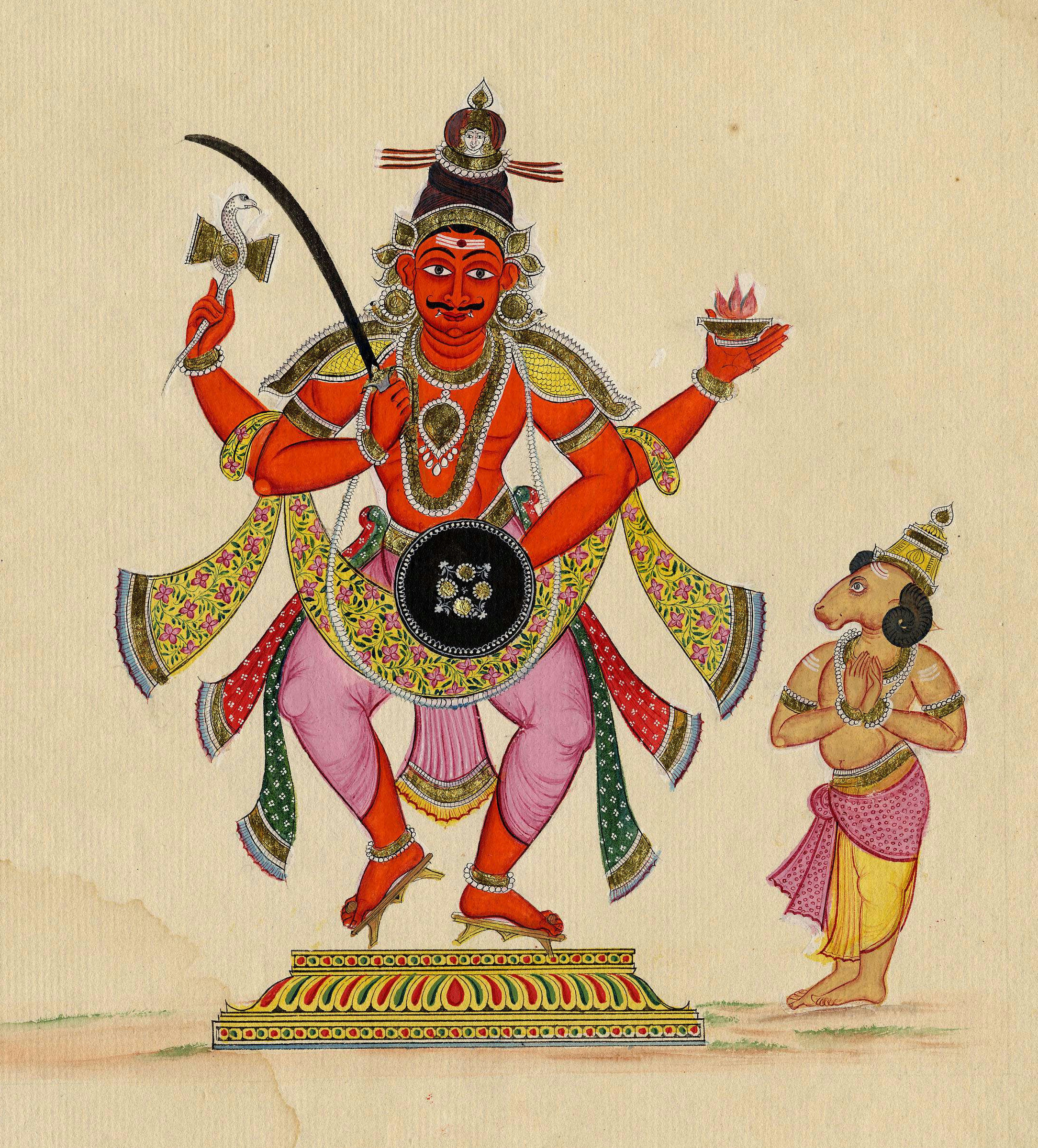
シヴァの化身とダクシャ（右）

1. 古代インドの神の名。アーディティヤ神群の1柱。
2. インド神話に登場する、有名な聖仙の名。以下に説明。

ダクシャ (Daksa) は、インド神話に登場する有名な聖仙の1人。ブラフマー神の子であるプラジャーパティの1人。『マハーバーラタ』によれば、ブラフマー神の右手の指から生まれたという。多くの娘があり、彼女たちはいずれも神々や高名な聖仙の妻となった。またダクシャはヴィシュヌ神を崇拝し、その反対にシヴァ神を忌み嫌った。そのため両者は仲が悪かった。
彼の娘サティーは、あろうことかシヴァ神を深く慕っており、妃になりたいと思っていた。しかし当然のことながら彼女の花婿選びの儀式にシヴァは招待されなかった。サティーとシヴァが結ばれた後も両者の関係は改善されず、神々を招いて重要な祭祀を執り行ったときにもダクシャはシヴァを招こうとしなかった。こうした父の態度に我慢できなかったサティーは焼身自殺してしまう。その事をナーラダ仙から聞き激怒したシヴァが自らの辮髪を引き千切り地に投げうつと、天を衝くかの巨人ヴィーラバドラが現れた。太陽の如き光を放つ三つの眼と幾千本の腕で多種の武具を装備したシヴァの化身は、ダクシャの祭祀を徹底的に破壊してダクシャの首を刎ねた。ダクシャが羊の頭を持つのは首を切り落とした後、和解のためにもとの首を捜したが見つからず、仕方なく羊の頭を胴体に据え付けたためであるという。
ダクシャの有名な娘としては、カシュヤパ仙の妻となったカドゥルーとヴィナターの姉妹が挙げられる。カドゥルーはナーガ族の太母となり、ヴィナターはガルダの母となった。カドゥルーがヴィナターをだまして奴隷にしたことによって、両者の子孫が深く憎しみあった神話はよく知られている。また月神ソーマはダクシャの娘を数多く妃としたが、その中でも特にローヒニーを愛したという。